# Regimin (gromada)
Regimin – dawna gromada, czyli najmniejsza jednostka podziału terytorialnego Polskiej Rzeczypospolitej Ludowej w latach 1954–1972.
Gromady, z gromadzkimi radami narodowymi (GRN) jako organami władzy najniższego stopnia na wsi, funkcjonowały od reformy reorganizującej administrację wiejską przeprowadzonej jesienią 1954 do momentu ich zniesienia z dniem 1 stycznia 1973, tym samym wypierając organizację gminną w latach 1954–1972.
Gromadę Regimin z siedzibą GRN w Regiminie utworzono – jako jedną z 8759 gromad na obszarze Polski – w powiecie ciechanowskim w woj. warszawskim, na mocy uchwały nr VI/10/1/54 WRN w Warszawie z dnia 5 października 1954. W skład jednostki weszły obszary dotychczasowych gromad Grzybowo, Karniewo, Kątki, Klice, Lekowo, Regimin, Targonie i Trzcianka oraz miejscowość Kliczki z dotychczasowej gromady Lekówiec ze zniesionej gminy Regimin w tymże powiecie. Dla gromady ustalono 19 członków gromadzkiej rady narodowej.
31 grudnia 1959 do gromady Regimin przyłączono obszary zniesionych gromad Pniewo Czeruchy i Zeńbok w tymże powiecie.
31 grudnia 1961 z gromady Regimin wyłączono wsie Budy Bolewskie i Krośnice, włączając je do gromady Konopki w powiecie mławskim w tymże województwie.
Gromada przetrwała do końca 1972 roku, czyli do kolejnej reformy gminnej. 1 stycznia 1973 w powiecie ciechanowskim reaktywowano gminę Regimin.